# 宮原義真
- 宮原 義真
- 宮原 義眞

宮原 義真（みやはら よしざね）は、江戸時代前期の高家旗本。左京。

## 略歴
宮原義辰の長男。母は織田信当の娘。
万治3年（1660年）12月25日、13歳のとき、将軍徳川家綱に初めて御目見する。寛文9年（1669年）12月12日、家督を相続する。
元禄3年（1690年）8月16日、死去。43歳。法名は了悟。

## 家族
○出典：『寛政重修諸家譜』
父母
- 父：宮原義辰
- 母：織田信当の娘

兄弟姉妹
- 宮原義真
- 喜連川氏春
- 女子 - 杉浦政令の妻

妻
- 不明

子
- 女子 - 小堀政因の妻

養子
- 宮原氏義 - 杉浦政令の五男。母は義辰の娘